# Édouard Rod
Edouard Rod (Nyon, 31 marzo 1857 – Grasse, 29 gennaio 1910) è stato uno scrittore svizzero naturalizzato francese.

## Biografia
Nato a Nyon, in Svizzera, studiò a Losanna, dove scrisse la sua tesi di dottorato sulla leggenda di Edipo (Le développement de la légende d'Œdipe dans l'histoire de la littérature), e a Berlino, e nel 1878 trovò la sua strada a Parigi. Nel 1881 dedicò il suo romanzo, Palmyre Veulard, a Zola, di cui era in quel periodo della sua carriera un fedele discepolo. Seguì una serie di romanzi di tendenza simile. Nel 1884 divenne contributore della Revue contemporaine, e nel 1887 succedette a Marc Monnier come professore di letteratura comparata a Ginevra, dove rimase fino al 1893.
Tradusse in francese I Malavoglia di Giovanni Verga nel 1887.
La Course à la mort (1885) segnò una svolta nella sua carriera: in essa abbandonò il cosiddetto romanzo naturalistico per l'analisi dei motivi morali. Era al suo meglio nel presentare casi di coscienza, lotta tra passione e dovere e virtù della rinuncia. Le Sens de la vie (1889), uno dei suoi libri più famosi, ha la natura di un complemento a La Course à la mort. Fu seguito da Les Trois cœurs (1890), Le Sacrifice (1892), La Vie privée de Michel Teissier (1893), tradotto come La vita privata di un eminente politico (1893); La Seconde Vie de Michel Teissier (1894), Le Silence (1894), Les Roches blanches (1895), Le Dernier Refuge (1896), Le Ménage du pasteur Naudi (1898), uno studio della Francia protestante; L'eau courante (1902), L'Inutile effort (1903), Un Vainqueur (1904), L'Indocile (1905) e L'Incendie (1906). I libri di critica letteraria di M. Rod includono Les Idées morales du temps présent (1897), un ammirevole Essai sur Goethe (1898), Stendhal (1892) e alcune raccolte di saggi. Pubblicò L'Affaire J.-J. Rousseau nel 1906, e nello stesso anno trasse da un episodio della vita del filosofo un'opera teatrale in tre atti, Le Réformateur, rappresentata al Nouveau-Théâtre di Parigi.
Morì nella città francese sud-orientale di Grasse nel gennaio 1910.
Sebbene fosse amato da Tolstoj, Cechov non fu colpito da Rod. Dalle lettere di Anton Čechov a Suvorin, 24 luglio 1891: